# PANORAMA FANTASY
『PANORAMA FANTASY（パノラマ ファンタジー）』は2010年11月に順次稼働したコナミデジタルエンタテインメントの中型マスメダルプッシャーゲームである。

## 概要
ステーションは4基あり、2人でステーション1基を使えば最大8人まで一緒に遊ぶことができる。
通常のメダルゲーム機とは違い、ドーナツ状にプロジェクションマッピング用のスクリーンが360度につながっているのが特徴であり、チェッカーにメダルが反応すると、画面上に大砲の弾が飛ぶという変わった方式を取り入れているメダルゲーム機である。このためそれぞれが別々のゲームをプレイするのではなく、皆が同じゲームをプレイすることになる。
また、画面の中にはボール抽選機があり、ボール抽選になると画面が右に動き、ボール抽選機が出現するという仕掛けがある。
メダルを入れ、スタートのチェッカーにメダルが落ちると左・中・右それぞれに対応した大砲から弾が1発発射され、権を持った人に当たるとメダルが1枚程度フィールドに払いだされる。宝箱を獲得した場合は、それに応じたチェッカーにメダルを落とせば宝箱を獲得できる。中身はメダル（1・3・5枚）、ボール、カギ、トレジャーゲーム（後述）がある。
また、メダルではなく、パワーアップするためのパワーを獲得する事がある。その場合パワーゲージが上昇していき、満タンになると3発の間だけ大砲の威力が高くなる。

## ボールスロット
今回は数字をそろえる要素が無いが、ボールを落とすとボールススロットが発動する。
ボールをフィールドから落とすとスロットが回転し、止まった配当またはゲームを獲得する。
- 「15 WIN」＝メダル15枚払い出し
- 「カギ」＝カギを1個か3個か5個獲得（ただしカギ5個を獲得する確率は低い）。
- 「トレジャーゲーム」＝ランダムに選ばれたゲームをプレイ（詳しくは後述）。
- 「スナイパーチャレンジ」＝後述。
- 「スペシャルアタック」＝前記。
- 「ジャックポットチャンス」＝直接ジャックポットチャレンジに進む。

稀にスロットの縁が炎に包まれる「スペシャルスロット」になる。その場合、15ＷINやスペシャルアタックは出ない。

## トレジャーゲーム
カギを探し出すミニゲーム。
- トロッコゲーム…メダル投入口を左右に操作すると画面上の照準が動き、コウモリに合わせメダルを投入して倒すと、メダル又はカギを獲得できる。コウモリの群れが去った後左右に大きなコウモリが現れ、片方を撃破すればランダムでゲームが継続する。
- スロットゲーム…チェッカーを通過させるとスロットが回り、絵柄が揃うとメダルやカギ、チャレンジルーレット、JPチャンスを獲得できる。チャンスは5回転だが、中央のリールに「＋5GAME」が出ると、5回転追加される。
- シューティングゲーム…メダル投入口を左右に操作すると照準が動き、的に合わせてメダルを投入するとマトが壊れ、メダルが払い出される。数字の書かれた的は何度か当てないと壊せない。
- 風船割りゲーム…制限時間内に風船を割りカギが入った風船を割るゲーム。これも上記同様にメダル投入口を左右に操作すると照準が動く。通常の風船は1発で割ることができるが、虹色の風船は何度が当てないと割れない。
- セレクトゲーム…3ペア・6枚のパネルを使った神経衰弱。同じパネルを合わせれば、そのパネルに書かれたメダル・カギを獲得できる。チャレンジできるのは3回。1・2回目のチャレンジで失敗するとミイラが出現し、全て倒さなければ次のチャレンジができない。

スロットゲーム以外全てのゲームでは、投入したメダルがフィールド上に落ちない。そのためメダルを入れてもプッシャーで押し落とす事ができないため、手元のメダルを増やすにはより多くのメダル配当を稼ぐ必要がある。

## スナイパーチャレンジ
四隅のスクリーンに表示されるカギとメダル（15枚~200枚）が入った2つの宝箱からどちらかをボタンで選び、その中に入っていた配当を獲得できるゲーム。

## チャレンジルーレット
カギを5個集めるとチャレンジルーレットに進む。スクリーンが右に開き中でボール抽選が行われ、中央のポケットにボールが入った瞬間に下の矢印に止まっている内容が決定する。
- 「JP CHANCE」＝赤・青・緑それぞれのJPチャンスを獲得する。
- 「STEP」＝スーパーステップを1つ獲得。6つ集めるとスーパージャックポットに挑戦する事が出来る。＋約25枚
- 「○○ WIN」＝表示されているメダルを獲得（おもに25枚）。

## ジャックポットチャンス／スーパージャックポットチャンス
チャレンジルーレットで「JP CHANCE」に止まるかボールスロットやスロットゲームでJPチャンスを獲得した場合、センター中央にある抽選機を使いボール抽選を行う。
8つのポケットのうち1つがJP、その反対のポケットはボーナスゲーム（後述）、その他のポケットは全てメダルWINとなる。（100ＷINが2つ、50ＷINが4つがほとんど。）
スーパージャックポットチャンスでは3色すべてのJPポケットが1つずつ出現するため、JPの獲得確率が3倍になる。
スーパージャックポットチャンスにはボーナスゲームは存在せず、JP以外のポケットは全てメダルWINとなる。（100ＷINが4つ、200ＷINが1つがほとんど。）

## ボーナスゲーム
プレイヤー全員参加のボーナスゲームに挑戦する事が出来る。

## e-AMUSEMENT
2011年3月25日（金）のアップデートによりコナミのネットワークサービスe-AMUSEMENTにも対応。マイページも登場しいろんな情報を見る事が出来るようになった。2017年5月末日サービス終了。

## その他
- 公式ホームページではカタカナでタイトルが表記されているが、メダルゲーム機には英語でも表記されている。
- 2010年12月27日のアップデートではキャラクターや新しいミッションが加えられ、2011年1月31日では新しいステージ「キャッスル」が加えられている。